# الک لاک
الک لاک (به انگلیسی: Alec Leake) بازیکن فوتبال زادهٔ ۱۱ ژوئیه ۱۸۷۱ اهل کشور انگلستان که سابقهٔ بازی در تیم ملی فوتبال انگلستان را در کارنامهٔ خود دارد. وی در تاریخ ۱۲ مارس ۱۹۰۴ نخستین بازی ملی خود را در مقابل تیم ملی فوتبال ایرلند انجام داد و با حضور در ۵ بازی ملی، در تاریخ ۱ آوریل ۱۹۰۵ واپسین بازی ملی‌اش را در برابر تیم ملی فوتبال اسکاتلند برگزار کرد.